# Campeonato Alagoano Segunda Divisão 2021
In 2021 werd de 35ste editie van het Campeonato Alagoano Segunda Divisão gespeeld voor voetbalclubs uit de Braziliaanse staat Alagoas. De competitie werd georganiseerd door de FAF en werd gespeeld van 18 september tot 31 oktober. Cruzeiro de Arapiraca werd kampioen.

## Eerste fase
| Plaats | Club                  | Wed. | W | G | V | Saldo | Ptn. |
| ------ | --------------------- | ---- | - | - | - | ----- | ---- |
| 1.     | Zumbi                 | 6    | 5 | 1 | 0 | 16:1  | 16   |
| 2.     | Cruzeiro de Arapiraca | 6    | 5 | 1 | 0 | 15:3  | 16   |
| 3.     | Agrimaq               | 6    | 3 | 0 | 3 | 10:9  | 9    |
| 4.     | FF Comercial          | 6    | 2 | 1 | 3 | 8:12  | 7    |
| 5.     | Dimensão Capela       | 6    | 2 | 0 | 4 | 5:10  | 6    |
| 6.     | Miguelense            | 6    | 2 | 0 | 4 | 4:16  | 6    |
| 7.     | Dínamo                | 6    | 0 | 1 | 5 | 3:10  | 1    |

|  | Geplaatst voor tweede fase |

## Tweede fase
In geval van gelijkspel gaat de club met het beste resultaat uit de eerste fase door. 
|  | halve finale          | halve finale | halve finale | halve finale |  |                       | finale | finale | finale | finale |
|  |                       |              |              |              |  |                       |        |        |        |        |
|  |                       |              |              |              |  |                       |        |        |        |        |
|  | Zumbi                 | 1            | 2            | 3            |  |                       |        |        |        |        |
|  | FF Comercial          | 2            | 1            | 3            |  |                       |        |        |        |        |
|  |                       |              |              |              |  | Zumbi                 | 0      | 0      | 0      |        |
|  |                       |              |              |              |  | Cruzeiro de Arapiraca | 1      | 1      | 2      |        |
|  | Cruzeiro de Arapiraca | 1            | 0            | 1            |  |                       |        |        |        |        |
|  | Agrimaq               | 0            | 1            | 1            |  |                       |        |        |        |        |

Details finale
Heen
|                  |                       |       |       |                                    |
| 24 oktober 15:00 | Cruzeiro de Arapiraca | 4 – 1 | Zumbi | Coaracy da Mata Fonseca, Arapiraca |
| 24 oktober 15:00 | Max Alexandre 44'     |       |       | Coaracy da Mata Fonseca, Arapiraca |

Terug
|                  |       |                   |                       |                                       |
| 31 oktober 15:00 | Zumbi | 4 – 1             | Cruzeiro de Arapiraca | Orlando de Barros, União dos Palmares |
| 31 oktober 15:00 |       | 12' Max Alexandre |                       | Orlando de Barros, União dos Palmares |

## Kampioen
| Campeonato Alagoano de 2021 - Segunda Divisão |
| Alagoas                                       |
| --------------------------------------------- |
| CRUZEIRO DE ARAPIRACA Kampioen (1° titel)     |